# Julie de Lespinasse

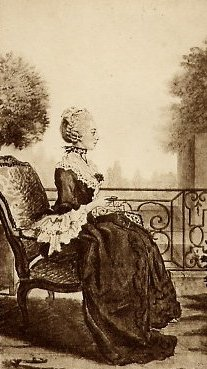
Julie de Lespinasse

Jeanne Julie Eleonore de Lespinasse (Lyon, 9 de novembro de 1732 — 23 de maio de 1776) foi uma escritora francesa.

## Obras
- Lettres de Mademoiselle De Lespinasse, écrites depuis l'annee 1773, jusqu'à l'année 1776, Por Julie de Lespinasse, d'Alembert, Publicado por Longchamps, 1811, Vol. 1
- Lettres de Mademoiselle De Lespinasse, écrites depuis l'annee 1773, jusqu'à l'année 1776, Por Julie de Lespinasse, d'Alembert, Publicado por Longchamps, 1811, Vol. 2
- Nouvelles lettres de Mlle de Lespinasse: suivies du Portrait de M. de Mora, et d'autres opuscules inédits du même auteur, Por Julie de Lespinasse, marqués de Mora José Pignatelli y Gonzaga, Publicado por Maradan, 1820, 338 páginas